# Polianthes
Polianthes is een geslacht uit de aspergefamilie. De tuberoos (Polianthes tuberosa) wordt gebruikt in de parfumindustrie.

## Soorten
- Polianthes bicolor
- Polianthes densiflora
- Polianthes durangensis
- Polianthes elongata
- Polianthes geminiflora
- Polianthes howardii
- Polianthes longiflora
- Polianthes michoacana
- Polianthes montana
- Polianthes multicolor
- Polianthes nelsonii
- Polianthes oaxacana
- Polianthes palustris
- Polianthes platyphylla
- Polianthes pringlei
- Polianthes sessiliflora
- Polianthes tuberosa (Tuberoos)
- Polianthes zapopanensis